# Ryutaro Araga
Ryutaro Araga (荒賀 龍太郎, Araga Ryūtarō, Kameoka, 16 de outubro de 1990) é um carateca japonês, medalhista olímpico.

## Carreira
Araga conquistou a medalha de bronze nos Jogos Olímpicos de Verão de 2020 em Tóquio, após confronto na semifinal contra o saudita Tareg Hamedi na modalidade kumite masculina acima de 75 kg. Ele também foi campeão no Campeonato Mundial de Caratê de 2016, em Linz, na Áustria.